# Муллайтиву
Муллайтиву там. முல்லைத்தீவு, синг. මූලදූව) - небольшой город на северо-восточном побережье Шри-Ланки, столица округа Муллайтиву в Северной провинции. Ранее рыбацкий посёлок. В начале XX века начал развиваться как якорная стоянка-гавань для небольших парусных судов, занимающихся транспортировкой грузов между городами Коломбо и Джафна. В городе находится офис окружного секретаря, ряд других государственных учреждений и школы, расположенные как в городе, так и в окрестностях.
Город контролировался ТОТИ и был в театре многих сражений с 1983 года в ходе гражданской войны. В городе находилась большая военная база тамильских повстанцев. Был сильно повреждён цунами в 2004 году с большими человеческими жертвами.
Армия Шри-Ланки взяла под свой контроль город 25 января 2009 года в ходе Битвы при Муллайтиву во время наступления против ТОТИ.

## Галерея

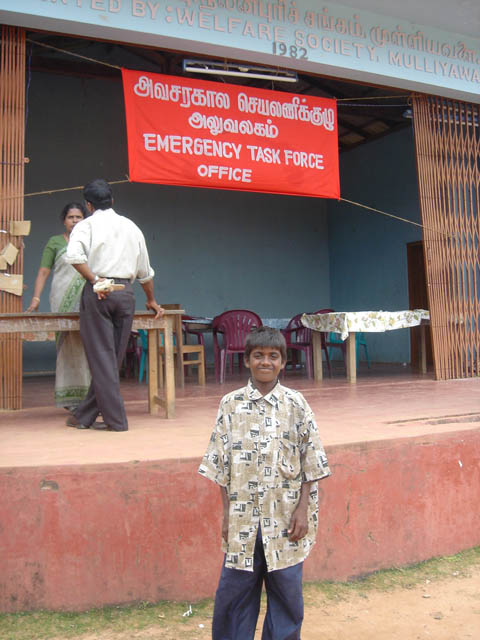
Офис соцзащиты, 2004
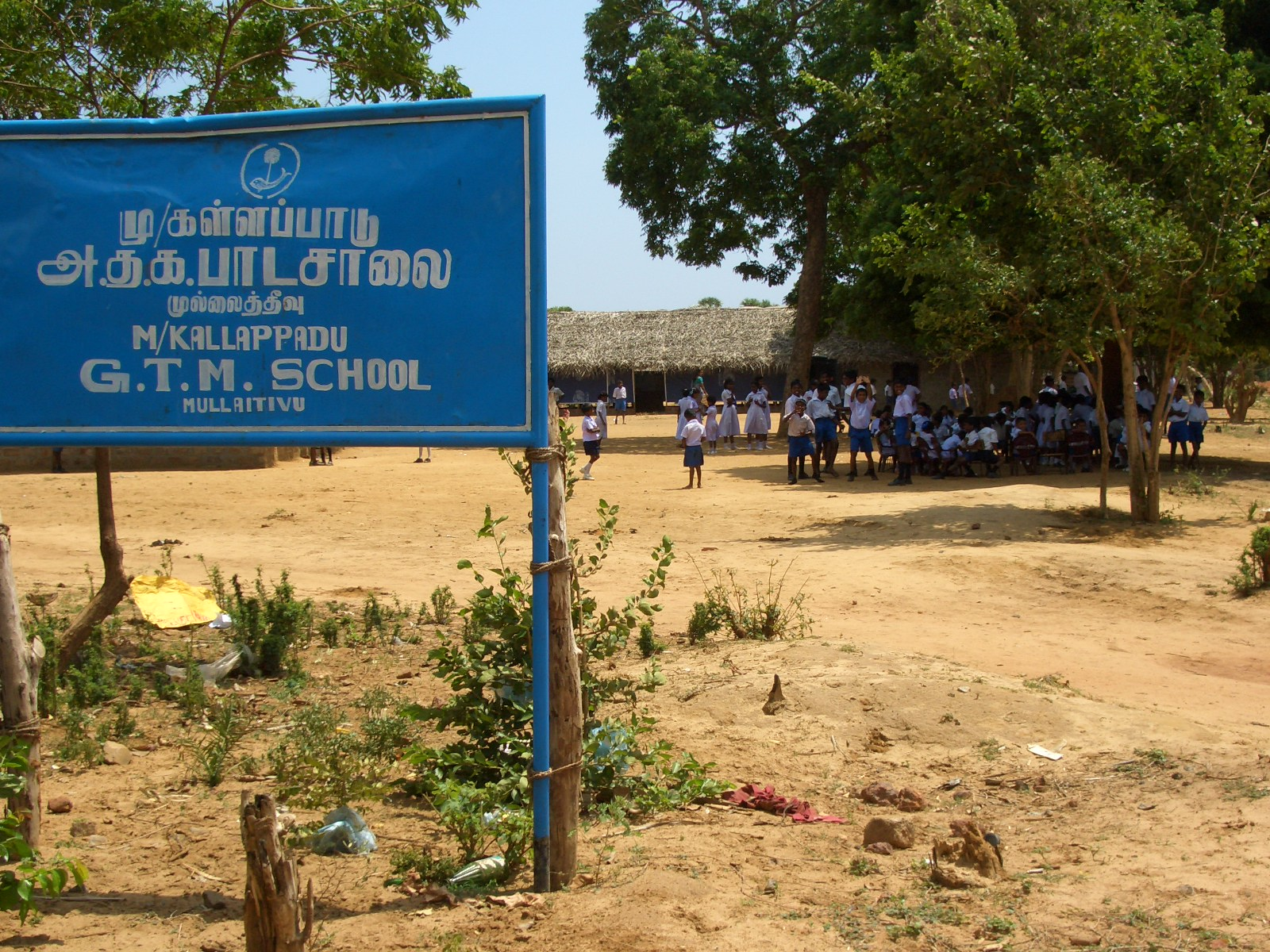
Школа Муллайтиву Каллападу ГТМ
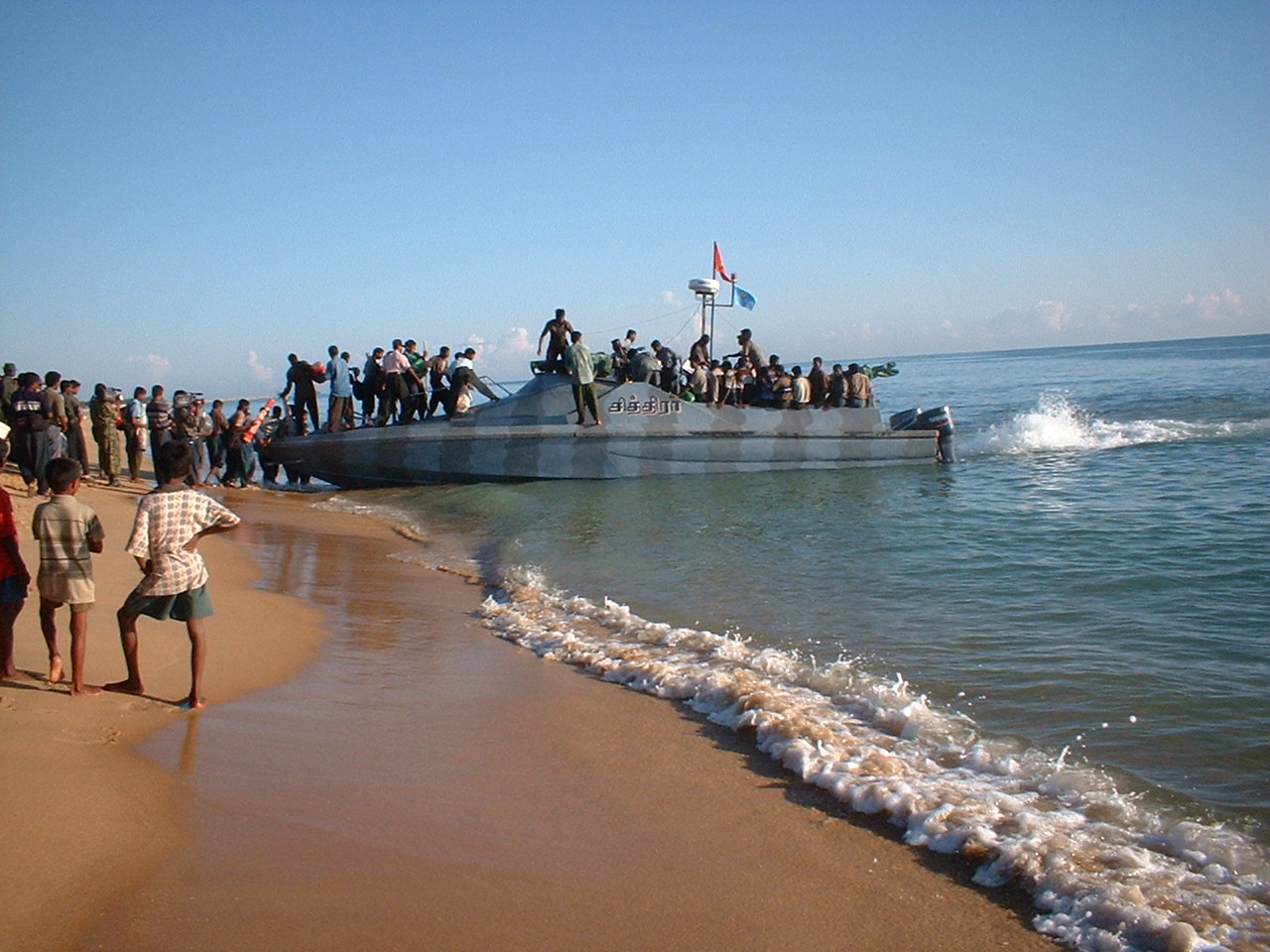
Морские тигры ТОТИ загружают судно в Муллайтиву, 2005 год
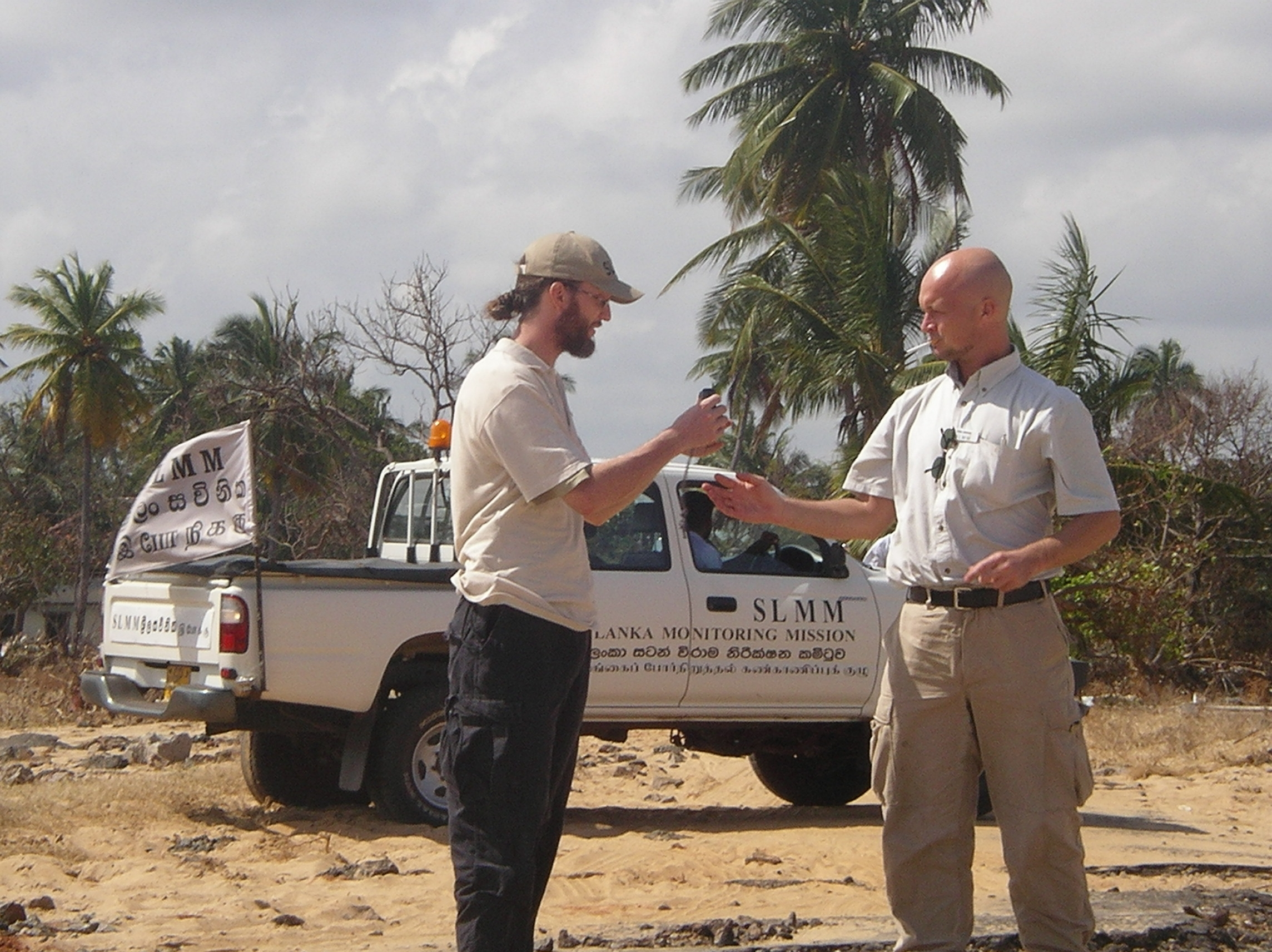
Норвежская наблюдательная миссия во время прекращения огня, 2006 год